# Thorsten Kirschbaum
Thorsten Kirschbaum (Würzburg, 20 aprile 1987) è un calciatore tedesco, portiere dell'Obernzenn.

## Carriera
Debutta nella stagione 2007-2008 tra le file dell'Hoffenheim, giocando una partita in seconda serie. Promosso in Bundesliga, a gennaio 2009 è ceduto al Vaduz, con cui gioca 16 partite nella massima serie svizzera.
Nel 2009 torna in Germania, giocando 20 partite in terza serie con il Sandhausen. Dopo un anno passa all'Energie Cottbus, giocando tre annate in seconda serie.
Nel 2013 è acquistato dallo Stoccarda, con cui debutta in Bundesliga.